# María Verchenova
María Vitalyevna Verchenova (en ruso: Мария Витальевна Верченова, Moscú, 27 de marzo de 1986) es una golfista profesional rusa que compite en el Ladies European Tour desde 2007.

## Trayectoria
Es la primera rusa en convertirse en miembro del Ladies European Tour en 2007. En 2016, cualifico para los Juegos Olímpicos de Río de Janeiro 2016, terminó su participación en la competición de tiro individual femenino empatado en el decimosexto puesto.